# Болкијах
Султан Болкијах је био шести султан Брунеја. Попео се на престо Брунеја након абдикације свог оца, султана Сулејмана; Брунејом је управљао од 1485. до 1524. године. Његова владавина је забележена као златно доба Брунеја, а султанат је постао суперсила Малајског архипелага. Болкијах је често путовао у иностранство да би упознао друге културе и дошао на идеју како да развије своју земљу, те добије користан савет од утицајних поглавара.

## Владавина
Победа султана Болиијаха и освајање села Селудонг (данашња модерна Манила), када је победио раџу Сука који је управљао краљевством Тундун на Лузону, као и његова женидба са Лејлом Меканом (ћерком султана Сулуа, Амира Ул-Омбре), резултовала је ширењем утицаја Брунеја на Филипинима.
Богатство Брунеја је повећано, а исламски утицај постао много већи. Брунеј је био на врхунцу моћи за време владавине Болкијаха. Територија под његовом контролом је у суштини била све до обалних подручја Борнеа, па јужно до Банџармасина, те северно све до острва Лузон (укључујући Селудонг односно данашњу престоницу Филипина, Манилу).

## Брак
Болкијах је био у браку са Лејлом Меканај, ћерком Дату Кемин и султана Сулуа који се звао Амир Ул-Омбра.

## Смрт и наслеђе
Након његове смрти, султана Болкијаха је као седми султан Брунеја наследио његов син Абдул Кахар. Болкијах је сахрањен у Кота Батуу заједно са својом женом, принцезом Лејлом Меканај.

## Непоузданост
Најраније историјско помињање султана Брунеја није сасвим јасно познато јер готово да не постоји документација ране историје Брунеја. Многи старији чланови краљевске куће Болкијах тврде да су њихови претходници били Бахасан и Баалави Садах из Тарима и Хадарамаута у Јемену. Такође, својевремено се настојало да се исламизује историја, тако да се „званична историја” не поклапа са проверљивим страним изворима. Бату тарсилах, генеалошка евиденција краљева Брунеја, није почела да се води до 1807. године. Према томе, већина интерпретација историје се ослања на раније кинеске изворе и легенде. По свим приликама, рани Брунејски султанат зависио је од подршке Кине, а могуће је и да су први султани били кинеског порекла. Такође, могуће је да су први султани по вероисповести припадали хиндуизму или будизму, пошто њихова имена упућују на ово порекло односно религије.